# Królowie Jerozolimy

Herb Królestwa Jerozolimskiego

Królowie Jerozolimy – chrześcijańscy władcy Królestwa Jerozolimskiego utworzonego podczas pierwszej krucjaty w 1099 r. Przestało ono istnieć w 1291 r. po upadku Akki.

## Władcy Królestwa Jerozolimskiego
| #  | Imię                                    |  | Urodzony                | Zmarł                        | Czas rządów | Rodzice                                      |
| -- | --------------------------------------- |  | ----------------------- | ---------------------------- | ----------- | -------------------------------------------- |
| 1  | Gotfryd z Bouillon                      |  | ok. 1060 Baisy-Thy      | 18 lipca 1100 Hajfa          | 1099-1100   | Eustachy II z Boulogne Ida Lotaryńska        |
| 2  | Baldwin I z Boulogne                    |  | ok. 1065                | 2 kwietnia 1118 Arisz        | 1100-1118   | Eustachy II z Boulogne Ida Lotaryńska        |
| 3  | Baldwin II z Bourcq                     |  | ???                     | 21 sierpnia 1131 Jerozolima  | 1118-1131   | Hugon I z Rethel Melisanda z Montlhéry       |
| 4  | Melisanda                               |  | 1105                    | 11 września 1161 Betania     | 1131-1153   | Baldwin II z Bourcq Morfia z Meliteny        |
| 5  | Fulko Andegaweński król iure uxoris     |  | 1092                    | 10 listopada 1143 Akka       | 1131-1143   | Fulko IV Andegaweński Bertrada z Montfort    |
| 6  | Baldwin III                             |  | 1130                    | 10 lutego 1162 Bejrut        | 1143-1162   | Fulko Andegaweński Melisanda Jerozolimska    |
| 7  | Amalryk I                               |  | 1136                    | 11 lipca 1174 Jerozolima     | 1162-1174   | Fulko Andegaweński Melisanda Jerozolimska    |
| 8  | Baldwin IV Trędowaty                    |  | 1161                    | 10 marca 1185 Jerozolima     | 1174-1185   | Amalryk I Jerozolimski Agnieszka z Courtenay |
| 9  | Baldwin V Dziecię                       |  | 1177                    | 1186 Akka                    | 1185-1186   | Wilhelm z Montferratu Sybilla Jerozolimska   |
| 10 | Sybilla                                 |  | 1159                    | 25 lipca 1190 Akka           | 1186-1190   | Amalryk I Jerozolimski Agnieszka z Courtenay |
| 11 | Gwidon de Lusignan król iure uxoris     |  | 1150                    | 1194                         | 1186-1192   | Hugon VIII de Lusignan Burgogna de Rancon    |
| 12 | Izabela I                               |  | 1170                    | 1205                         | 1192-1205   | Amalryk I Jerozolimski Maria Komnena         |
| 13 | Konrad z Montferratu król iure uxoris   |  | 1146                    | 28 kwietnia 1192 Tyr         | 1192        | Wilhelm V z Montferratu Judyta Babenberg     |
| 14 | Henryk z Szampanii król iure uxoris     |  | 29 lipca 1166           | 10 września 1197 Akka        | 1192-1197   | Henryk I z Szampanii Maria z Szampanii       |
| 15 | Amalryk II de Lusignan król iure uxoris |  | 1144                    | 1 kwietnia 1205 Akka         | 1198-1205   | Hugon VIII de Lusignan Burgogna de Rancon    |
| 16 | Maria z Montferratu                     |  | 1192 Tyr                | 1212                         | 1205-1212   | Konrad z Montferratu Izabela Jerozolimska    |
| 17 | Jan z Brienne król iure uxoris          |  | 1148                    | 23 marca 1237 Konstantynopol | 1210-1212   | Erard II de Brienne Agnieszka de Montfaucon  |
| 18 | Jolanta (Izabela II) z Brienne          |  | 1212 Akka               | 2 maja 1228 Andria           | 1212-1228   | Jan z Brienne Maria z Montferratu            |
| 19 | Fryderyk I Hohenstauf król iure uxoris  |  | 26 grudnia 1194 Jesi    | 13 grudnia 1250 Fiorentino   | 1225-1228   | Henryk VI Hohenstauf Konstancja Sycylijska   |
| 20 | Konrad II Hohenstauf                    |  | 25 kwietnia 1228 Andria | 21 maja 1254 Lavello         | 1228-1254   | Fryderyk II Hohenstauf Jolanta Jerozolimska  |
| 21 | Konrad III Hohenstauf (Konradyn)        |  | 25 marca 1252 Wolfstein | 29 października 1268 Neapol  | 1254-1268   | Konrad IV Hohenstauf Elżbieta Bawarska       |
| 22 | Hugo I Cypryjski                        |  | 1235                    | 24 marca 1284                | 1268-1284   | Henryk z Antiochii Izabela z Lusignan        |
| 23 | Karol I Andegaweński                    |  | marzec 1227             | 7 stycznia 1285 Foggia       | 1277-1285   | Ludwik VIII Lew Blanka Kastylijska           |
| 24 | Jan II Cypryjski                        |  | 1259                    | 20 maja 1285                 | 1284-1285   | Hugo III Cypryjski Izabela z Ibelinu         |
| 25 | Henryk II Cypryjski                     |  | 1271                    | 31 sierpnia 1324 Strovolos   | 1285-1291   | Hugo III Cypryjski Izabela z Ibelinu         |

## Tytularni Królowie Jerozolimy
Kursywą oznaczono osoby, którzy osobiście nie używali tytułu Króla Jerozolimy i nie zgłaszali tym samym roszczeń do tronu.

### Następcy Henryka II, króla Cypru i Jerozolimy

#### Dynastia Lusignan
Królowie Cypru i tytularni królowie (pretendenci do tronu) Jerozolimy
- Henryk II (1291-1306)
  - Amalryk z Tyru (regent i uzurpator: 1306-1310)
- Henryk II (1310-1324) ponownie
- Hugo II (1324-1359)
- Piotr I (1359-1369)
- Piotr II (1369-1382)
- Jakub I (1382-1398)
- Janus (1398-1432)
- Jan III (1432-1458)
- Charlotta (1458-1464)
  - Ludwik Sabaudzki (1459-1464) (mąż Charlotty i król iure uxoris)

W 1464 roku Charlotta została usunięta z tronu cypryjskiego i tytularnego jerozolimskiego. Nadal jednak uważana była za prawowitą królową. W 1485 roku po śmierci męża Ludwika Sabaudzkiego, scedowała swoje prawa do tronu na rzecz kuzyna – Karola I Sabaudzkiego.

#### Dynastia sabaudzka
sabaudzka linia legitymistyczna
- Charlotta (1464-1485)
  - Ludwik Sabaudzki (1464-1485) (mąż Charlotty i król iure uxoris)
- Karol I Wojownik (1485-1490)
- Karol II Jan Amadeusz (1490-1496)

Po śmierci Karola II Księstwo Sabaudii przejął jego najbliższy męski krewny Filip II, pretensje do tronu cypryjskiego i jerozolimskiego zgłosiła jednak siostra Karola – Jolanta. Tron Sabaudzki mogli dziedziczyć jedynie mężczyźni, a co do dziedzictwa Lusignanów nie było tego typu restrykcji.

#### Dynastia Lusignan
linia faktycznych królów Cypru
- Jakub II Bastard (1464-1473)
- Jakub III (1473-1474)
- Katarzyna Cornaro (1474-1489)

W 1489 Katarzyna przekazała swoje królestwo i prawa do tronu jerozolimskiego Republice Weneckiej

linia Filipa II księcia Sabaudii
- Filip II Sabaudzki (1496-1497)
- Filibert Piękny (1497-1504)
- Karol III Dobry (1504-1553)
- Emanuel Filibert (1553-1580)
- Karol Emanuel I Wielki (1580–1630)
- Wiktor Amadeusz I (1630-1637) (użył tytułu Króla Cypru w 1632)
- Franciszek Hiacynt (1637-1638)
- Karol Emanuel II (1638-1675)
- Wiktor Amadeusz II (1675-1732) (używał tytułów od 1713)
- Karol Emanuel III (1732-1773)
- Wiktor Amadeusz III (1773-1796)
- Karol Emanuel IV (1796)
- Wiktor Emanuel I (1814-1821)
- Karol Feliks (1821-1831)
- Karol Albert (1831-1849)
- Wiktor Emanuel II (1849-1878) (król Włoch od 1861)
- Humbert I (1878-1900) (król Włoch)
- Wiktor Emanuel III (1900-1946) (król Włoch)
- Humbert II (1946-1983) (król Włoch do 1946)
- Wiktor Emanuel (IV) (1983-) (także pretendent do tronu Włoch)

linia Jolanty, siostry Karola II
- Jolanta Ludwika (1496-1499)
  - Filibert Piękny (do 1504) (mąż Jolanty, książę Sabaudii)
- Szarlotta Neapolitańska (1499-1506)
- Anne de Laval (1506-1554)

### Następcy Karola I, króla Neapolu i Jerozolimy
Karol I Andegaweński odkupił prawa do tronu Jerozolimskiego od wygnanej przez Hugona I, pretendentki do tronu, Marii z Antiochii. Maria była wnuczką Amalryka I i Izabeli I. 18 marca 1277 r. odsprzedała ona swoje prawa do tronu Karolowi za 1000 funtów złota i 4000 liwrów dożywotniej renty. Transakcja uzyskała akceptację i potwierdzenie papieża. Karol jednak tylko kilka lat kontrolował część Królestwa.

#### Dynastia andegaweńska
- Karol I (1277–1285)
- Karol II (1285–1309)
- Robert I Mądry (1309–1343)
- Joanna I (1343–1382).

starsza linia andegaweńska
- Karol III z Durazzo (1382–1386)
- Władysław I (1386–1414)
- Joanna II (1414–1435) (zapisała swe prawa René I Andegaweńskiemu)

młodsza linia andegaweńska

#### Dynastia Walezjuszów(linia Valois-Anjou)
- Ludwik I (1382-1384)
- Ludwik II (1384-1417)
- Ludwik III (1417-1434)
- René I Andegaweński (1434-1480)

René I Andegaweński połączył roszczenia dwóch linii. W 1441 kontrola nad Królestwem Neapolu została utracona na rzecz Alfonsa V, króla Aragonii, który również przejął roszczenia do tronu jerozolimskiego. Spowodowało to ponowne rozwarstwienie pretendentów.
linia andegaweńsko-lotaryńska

#### Dynastia Walezjuszów
- Jolanta Andegaweńska 1480–1483

#### Dynastia lotaryńska
- René II 1480–1508.
- Antoni II Dobry 1508–1544
- Franciszek I 1544–1545
- Karol III Wielki 1545–1608
- Henryk II 1608–1624
- Nicole 1624–1657 i Karol IV
- Ferdynand I Filip 1657–1659
- Karol V Leopold 1659–1690
- Leopold I Józef 1679–1729 (przywrócił używanie tytułu w 1700)
- Franciszek II 1729–1765

#### Dynastia habsbursko-lotaryńska
- Józef 1765–1790
- Leopold II 1790–1792
- Franciszek 1792–1835
- Ferdynand 1835–1875
- Franciszek Józef I 1875–1916
- Karol I 1916–1922
- Otto 1922–2007
- Karol 2007-

linia królów aragońskich
- Alfons I 1442–1458
- Ferdynand I 1458–1494
- Alfons II 1494–1495
- Ferdinand II 1495–1496
- Fryderyk 1496–1501
- Ferdynand III 1504–1516

#### Habsburgowie
- Karol V 1516–1554
- Filip I 1554–1598
- Filip II 1598–1621
- Filip III 1621–1665
- Karol IV 1665–1700

Po wojnie o hiszpańską sukcesję tron Hiszpanii został rozdzielony z królestwem Neapolu, które od 1759 przekształciło się w Królestwo Obojga Sycylii.

#### Burbonowie
- Filip V 1700–1724
- Ludwik I 1724
- Filip V 1724–1746
- Ferdynand VI 1746–1759
- Karol III 1759–1788
- Karol IV 1788–1808
- Ferdynand VII 1808–1833
- Izabela II 1833–1870
- Alfons XII 1870-1885
- Alfons XIII 1886–1941
- Jan 1941–1977
- Jan Karol I 1977–2014
- Filip VI 2014–

#### Habsburgowie
- Karol VI 1702–1740

linia królów Obojga Sycylii

#### Burbonowie
- Karol III 1734–1759
- Ferdynand I 1759–1825
- Franciszek I 1825–1830
- Ferdynand I 1830–1859
- Franciszek II 1859–1894 (W 1860 utracił tron królestwa Obojga Sycylii.)
- Alfons 1894–1934
- Ferdynand Pius 1934–1960

Po śmierci Ferdynanda Piusa doszło do rozłamu w rodzinie.
linia książąt Castro
- Rajner (książę Castro) 1960−1973
- Ferdynand Maria (książę Castro) 1973–2008
- Karol (książę Castro) 2008-

linia książąt Kalabrii
- Alfons (książę Kalabrii) 1960-1964
- Karol (książę Kalabrii) 1964-

## Regenci Królestwa Jerozolimskiego
- 1123-1123: Eustace Grenier w imieniu Baldwina II
- 1123-1124: William Bures w imieniu Baldwina II
- 1154-1161: Melisanda w imieniu Baldwina III
- 1174: Miles de Plancy (nieoficjalnie) w imieniu Baldwina IV
- 1174-1177: Rajmund III w imieniu Baldwina IV
- 1183-1183: Gwidon de Lusignan w imieniu Baldwina IV
- 1185-1186: Rajmund III w imieniu Baldwina IV i Baldwina V
- 1205-1210: Jan z Ibelinu w imieniu Marii z Montferratu
- 1212-1225: Jan z Brienne w imieniu Jolanty z Brienne
- 1228-1243: Fryderyk II Hohenstauf w imieniu Konrada II
- 1243-1246: Alicja Cypryjska w imieniu Konrada II
- 1246-1253: Henryk I Cypryjski w imieniu Konrada II
- 1253-1261: Placencja z Antiochii w imieniu Konrada II i Konrada III
- 1261-1264: Izabela z Lusignan w imieniu Konrada III
- 1264-1268: Hugo III Cypryjski w imieniu Konrada III